# トゥーンアディショナルピクチャーズ
株式会社トゥーンアディショナルピクチャーズ（英: TOON ADDITIONAL PICTURES Co.,Ltd、略称: TAP）は、かつて存在した日本の制作総合ポストプロダクション。株式会社トムス・エンタテインメントの子会社。

## 歴史
1988年5月、東京ムービーの撮影部門を「株式会社トムス・フォト」として分社設立し、事業開始。本社から引き継いでフィルム撮影を専門に行っていたが、アニメ業界に広まるデジタル化の波を受け、デジタルペイント・デジタル撮影（コンポジット）部門「トムスフォト・デジタル・イメージ（T.D.I.）」、ノンリニア編集部門「トムスフォト・ドリームボックス（T.D.B.）」を社内に設置し、1999年頃から順次デジタル工程に対応。その過程で『それいけ!アンパンマン』と『名探偵コナン』は途中でセルアニメからデジタルアニメへの切り替えを経ている。
セルが撤廃されると、フィルム撮影部門のスタッフもデジタル撮影に移行し、新たに「トムスフォト・デジタル・ファクトリー（T.D.F.）」が設置された。当初はT.D.I.とT.D.F.の両方で撮影スタッフを抱えていたが、現在はT.D.F.に撮影スタッフと設備が集約されている。
2024年4月1日付で「株式会社トゥーンアディショナルピクチャーズ」に社名変更。トムス・フォトとは異なり、トゥーンアディショナルピクチャーズは東京ムービーの撮影が独立して創設された会社のことである。アニメーション撮影による画像作りの責任者「Toon Driven Filming（T.D.F.）」、アニメーション仕上げ（色彩関係の仕事）の部署「Toon Design Idealcolor（T.D.I.）」、映像編集スタジオ「Toon Depict Bee（T.D.B.）」を社内に再設置した。
2025年4月1日付で「株式会社トゥーン ハーバー ワークス」に社名変更。トゥーンアディショナルピクチャーズとは異なり、トゥーン ハーバー ワークスはポストプロダクション「トムス・フォト」とCGスタジオ「トムス・ジーニーズ」を融合したデジタルアニメスタジオのことである。映像編集スタジオ「Toon Depict Bee（T.D.B.）」、アニメーション撮影による画像作りの責任者「T.D.F.」、アニメーション仕上げ（色彩関係）の部署「Toon Design Ideal color（T.D.I.）」をトゥーン ハーバー ワークスが継承。

## 歴代社長・会長
| 期間      | 期間      | 社長     | 会長     |
| --------- | --------- | -------- | -------- |
| 1988年5月 | 1999年3月 | 長谷川肇 | N/A      |
| 1999年4月 | 2005年4月 | 長谷川肇 | 加藤俊三 |
| 2005年4月 | 2006年4月 | 松元理人 | 加藤俊三 |
| 2006年4月 | 2011年3月 | 尾﨑穏通 | 松元理人 |
| 2011年4月 | 2025年4月 | 白尾仁志 | 竹崎忠   |

## 主な参加作品

### テレビアニメ
- それいけ!アンパンマン（撮影・ビデオ編集・HD編集・デジタルペイント・デジタル撮影・エンディングアニメーション、1988年 - 2025年）
- 獣神ライガー（撮影、1989年 - 1990年）
- ルパン三世シリーズ
  - ルパン三世 ヘミングウェイ・ペーパーの謎（撮影、1990年）
  - ルパン三世 ナポレオンの辞書を奪え（撮影、1991年）
  - ルパン三世 ロシアより愛をこめて（撮影、1992年）
  - ルパン三世 ルパン暗殺指令（撮影、1993年）
  - ルパン三世 燃えよ斬鉄剣（撮影、1994年）
  - ルパン三世 ハリマオの財宝を追え!!（撮影、1995年）
  - ルパン三世 トワイライト☆ジェミニの秘密（撮影、1996年）
  - ルパン三世 セブンデイズ・ラプソディ（撮影、2006年）
  - ルパン三世 sweet lost night 〜魔法のランプは悪夢の予感〜（撮影、2008年）
  - ルパン三世VS名探偵コナン（撮影、2009年）
  - ルパン三世 the Last Job（撮影、2010年）
  - ルパン三世 東方見聞録 〜アナザーページ〜（撮影、2012年）
- おばけのホーリー（撮影、1990年）
- 緊急発進セイバーキッズ（撮影、1991年）
- 超電動ロボ 鉄人28号FX（撮影、1992年）
- 魔法騎士レイアース（撮影、1994年 - 1995年）
- レッドバロン（撮影、1994年）
- 怪盗セイント・テール（撮影、1995年 - 1996年）
- B'T X（撮影、1996年）
- 名探偵コナン（撮影、1996年 - 2025年・編集、2023年 - 2025年）
- アンドロイド・アナ MAICO 2010 (撮影、デジタルペイント、1998年)
- モンスターファーム（撮影、2000年）
- アニメまんざい（撮影、2000年 - 2001年）
- とっとこハム太郎シリーズ（撮影、2000年 - 2008年、2011年 - 2013年）
- ルパン三世 アルカトラズコネクション（撮影、2001年）
- PROJECT ARMS（撮影、2001年 - 2002年）
- 天使な小生意気（撮影、2002年 - 2003年）
- 京極夏彦 巷説百物語（撮影、2003年）
- ポポロクロイス物語（撮影、2003年）
- ソニックX（撮影、2003年 - 2006年）
- 焼きたて!!ジャぱん（撮影協力、2004年 - 2006年）
- 雪の女王（撮影、2005年）
- ゼロの使い魔 (デジタルペイント、2006)
- ぷるるんっ!しずくちゃん、ぷるるんっ!しずくちゃん あはっ☆（撮影・編集、2006年 - 2008年）
- 風の少女エミリー（撮影、2007年）
- まめうしくん（撮影、2007年 - 2008年）
- テレパシー少女 蘭（撮影、2008年）
- 西洋骨董洋菓子店 〜アンティーク〜（撮影、2008年）
- ローズオニールキューピー（撮影、2009年）
- えむえむっ!（撮影、2010年）
- まじっく快斗（撮影、2011年）
- カードファイト!! ヴァンガード（撮影、2011年、2012年）
- 松本零士「オズマ」（撮影、2012年）
- 神様はじめました（撮影、2012年）
- てーきゅう（撮影・仕上げ、2015年 - 2017年）

### 劇場アニメ
- AKIRA（撮影、1988年）
- NEMO/ニモ（撮影、1989年）
- それいけ!アンパンマンシリーズ（以下はメイン作品。同時上映作品は割愛）
  - それいけ!アンパンマン キラキラ星の涙（撮影、1989年）
  - それいけ!アンパンマン ばいきんまんの逆襲（撮影、1990年）
  - それいけ!アンパンマン とべ! とべ! ちびごん（撮影、1991年）
  - それいけ!アンパンマン つみき城のひみつ（撮影、1992年）
  - それいけ!アンパンマン 恐竜ノッシーの大冒険（撮影、1993年）
  - それいけ!アンパンマン リリカル☆マジカルまほうの学校（撮影、1994年）
  - それいけ!アンパンマン ゆうれい船をやっつけろ!!（撮影、1995年）
  - それいけ!アンパンマン 空とぶ絵本とガラスの靴（撮影、1996年）
  - それいけ!アンパンマン 虹のピラミッド（撮影、1997年）
  - それいけ!アンパンマン てのひらを太陽に（撮影、1998年）
  - それいけ!アンパンマン 勇気の花がひらくとき（撮影、1999年）
  - それいけ!アンパンマン 人魚姫のなみだ（撮影、2000年）
  - それいけ!アンパンマン ゴミラの星（撮影、2001年）
  - それいけ!アンパンマン ロールとローラ うきぐも城のひみつ（撮影、2002年）
  - それいけ!アンパンマン ルビーの願い（撮影、2003年）
  - それいけ!アンパンマン 夢猫の国のニャニイ（撮影、2004年）
  - それいけ!アンパンマン ハピーの大冒険（撮影、2005年
  - それいけ!アンパンマン いのちの星のドーリィ（撮影、2006年）
  - それいけ!アンパンマン シャボン玉のプルン（撮影、2007年）
  - それいけ!アンパンマン 妖精リンリンのひみつ（撮影、2008年）
  - それいけ!アンパンマン だだんだんとふたごの星（撮影、2009年）
  - それいけ!アンパンマン ブラックノーズと魔法の歌（撮影、2010年）
  - それいけ!アンパンマン すくえ! ココリンと奇跡の星（撮影、2011年）
  - それいけ!アンパンマン よみがえれ バナナ島（撮影、2012年）
  - それいけ!アンパンマン とばせ! 希望のハンカチ（撮影、2013年）
  - それいけ!アンパンマン りんごぼうやとみんなの願い（撮影、2014年）
  - それいけ!アンパンマン ミージャと魔法のランプ（撮影、2015年）
  - それいけ!アンパンマン おもちゃの星のナンダとルンダ（仕上げ、撮影、編集、2016年）
  - それいけ!アンパンマン ブルブルの宝探し大冒険!（仕上げ、撮影、編集、2017年）
  - それいけ!アンパンマン かがやけ!クルンといのちの星（仕上げ、撮影、編集、2018年）
  - それいけ!アンパンマン きらめけ!アイスの国のバニラ姫（仕上げ、撮影、編集、2019年）
  - それいけ!アンパンマン ふわふわフワリーと雲の国（デジタルペイント、デジタルコンポジット、HD編集、2021年）
  - それいけ!アンパンマン ドロリンとバケ〜るカーニバル（デジタルコンポジット、2022年）
  - それいけ!アンパンマン ロボリィとぽかぽかプレゼント（デジタルコンポジット、2023年）
  - それいけ!アンパンマン ばいきんまんとえほんのルルン（デジタルコンポジット、2024年）
- おじさん改造講座（撮影、1990年）
- ガンバとカワウソの冒険（撮影、1991年）
- 機動戦士ガンダムF91（撮影協力、1991年）
- 劇場版 美少女戦士セーラームーンR（協力プロダクション、1994年）
- 獣兵衛忍風帖（撮影、1993年)
- とつぜん!ネコの国 バニパルウィット（撮影協力、1995年）
- ルパン三世シリーズ
  - ルパン三世 くたばれ!ノストラダムス（撮影、1995年）
  - ルパン三世 DEAD OR ALIVE（撮影、1996年）
- 名探偵コナンシリーズ
  - 名探偵コナン 時計じかけの摩天楼（撮影、1997年）
  - 名探偵コナン 14番目の標的（撮影、1998年）
  - 名探偵コナン 世紀末の魔術師（撮影、1999年）
  - 名探偵コナン 瞳の中の暗殺者（撮影、2000年）
  - 名探偵コナン 天国へのカウントダウン（撮影、2001年）
  - 名探偵コナン ベイカー街の亡霊（撮影、2002年）
  - 名探偵コナン 迷宮の十字路（撮影、2003年）
  - 名探偵コナン 銀翼の奇術師（撮影、2004年）
  - 名探偵コナン 水平線上の陰謀（撮影、2005年）
  - 名探偵コナン 探偵たちの鎮魂歌（撮影、2006年）
  - 名探偵コナン 紺碧の棺（撮影、2007年）
  - 名探偵コナン 戦慄の楽譜（撮影、2008年）
  - 名探偵コナン 漆黒の追跡者（撮影、2009年）
  - 名探偵コナン 天空の難破船（撮影、2010年）
  - 名探偵コナン 沈黙の15分（撮影、2011年）
  - 名探偵コナン 11人目のストライカー（撮影、2012年）
- ソリトンの悪魔（撮影協力、1997年）
- スプリガン（仕上げ、1998年）
- 風を見た少年〜The Boy Who Saw The Wind（撮影、2000年）
- 時をかける少女（撮影協力、2006年）
- ツレがうつになりまして。（アニメーション制作、2011年）

### OVA
- 宇宙の戦士（撮影、1988年）
- ダーティペア FLASH（撮影、1994年）
- マップス（撮影、1994年）
- 鉄腕バーディー（撮影、1996年）
- レイアース（撮影、1997年）
- からくりの君（撮影、2000年）
- マジンカイザー（撮影、2001年）
- ルパン三世 生きていた魔術師（撮影協力、2002年）

### ゲーム
- サクラ大戦（撮影、1996年）
- 天外魔境 第四の黙示録（撮影、1997年）

## 所属スタッフ
Toon Driven Filming（T.D.F.／旧：トムスフォト・デジタル・ファクトリー）【撮影部門】
- 依田裕子→西山裕子
- 押見綾
- 竹花祐介
- 西山仁
- 小川隆久
- 伊藤敦子
- 佐々木明美
- 小林学
- 中小原明典
- 野口龍生
- 川田敏寛
- 澤見泰治
- 大坪聡
- 山本三良
- 米屋真一
- 中谷修
- 安田猛
- 春原幸子
- 久保剛成
- 蒲原有子
- 高橋佑樹
- 吉田雅紀
- 小倉伊織
- 市川幸彦
- 白尾仁志
- 島川夏生

Toon Design Idealcolor（T.D.I.／旧：トムスフォト・デジタル・イメージ）【彩色部門】
- 山上愛子
- 長岡純子
- 小池記代
- 赤松理惠子
- 富沢陽子
- 稲葉歩
- 小原萌
- 中村美優
- 森彩乃
- 田所美沙紀
- 實藤ゆみ
- 柴田恭子

Toon Depict Bee（T.D.B.／旧：トムスフォト・ドリーム・ボックス）【映像編集部門】
- 佐野由里子
- 藤田育代（チーフエディター）
- 小須田一樹
- 倉田しおり
- 堀場みどり
- 髙橋寿
- 渡邉みゆ